# Molophilus concussus
Molophilus concussus är en tvåvingeart som beskrevs av Alexander 1936. Molophilus concussus ingår i släktet Molophilus och familjen småharkrankar. Inga underarter finns listade i Catalogue of Life.